# 景廉
景廉（1823年—1885年），颜札氏，字儉卿，又字季泉，號秋坪，满洲正黄旗人。晚清重臣，进士出身。

## 生平
咸豐二年中進士，任侍講學士，後遷鑲紅旗满洲副都统、刑部右侍郎，吏部左侍郎。八年，授伊犁參贊大臣，在任嚴肅吏治，禁止官吏勒索攤派。同治元年，調任葉爾羌參贊大臣。四年，督兵鎮壓甘肅新疆回民起義。五年，任哈密幫辦大臣。十年，授乌鲁木齐都统，时沙俄强佔伊犁，景廉奉令收復，未果。十三年，任欽差大臣，督辦新疆軍務。光绪元年，任命替補正白旗漢軍都統，與侍郎袁保恆回京供職。二年，入值軍機大臣，兼總理各國事務衙門大臣，歷任工部尚書、戶部尚書、兵部尚書。十一年，病卒，年六十二。李慈铭撰、翁同龢正书《景廉神道碑》。子进士治麟作《先考秋坪府君行状》（载盛昱、楊鍾羲《八旗文経》）。
今存景廉楷书《碧血碑》（同治六年（1867年）作于兰州拂云楼，甘肅省博物館藏）。著《冰嶺記程》（1879，潘祖荫、林之望序）。

## 家庭
- 始祖費音圖琛。“費音圖琛，正黄旗人，兆圖同族，世居雅蘭西楞地方，來歸年分無考。其曽孫墨爾古原任步軍副尉，墨爾柱、開圖俱原任佐領，喀爾吉善現任内大臣，阿薩爾漢原任副都綂。……又費音圖琛之四世孫倭盛額原係副驍騎校，僧保現任佐領，常僧現任頭等侍衞”（载《八旗滿洲氏族通譜》卷32）。
- 世祖哈密啦罕。
- 世祖達隆阿。
- 太高祖喀爾吉善，以前锋统领从龙入关；以副将军出师西藏，授侍卫內大臣 (清朝)。
- 高祖達永阿。
- 曾祖父頭等侍衛長生（又常僧），兼長史。妻尼馬察氏。
- 祖父頭等侍衛和英額。祖母舒穆祿氏。胞姊顏扎氏，继配嫁正蓝旗满洲、乾隆七年（1742年）壬戌科进士覺羅奉寬；其子佐领覺羅麟志（又覺羅麟至），妻索綽絡氏（父内务府正白旗满洲、乾隆癸酉舉人德元，咸安宫、景山官学总管；胞叔乾隆丁巳恩科進士、礼部尚书德保 (清朝)；胞姊索綽絡氏，嫁镶黄旗汉军郝寧安（祖父吏部尚书郝玉麟））。
- 父彥德（字亦庵），乾隆癸卯科舉人，正紅旗蒙古都統、绥远城将军。母瓜爾佳氏（父正黄旗满洲、四川提督七十五 (将军)），生母任氏。
- 胞兄景祿，笔帖式、盛京户部主事。其女顏札氏，嫁正红旗满洲、咸豐十年（1860年）庚申恩科进士覺羅松阿達。
- 胞姊顏扎氏，嫁正黃旗滿洲、道光乙未恩科舉人瓜爾佳氏慶寬（父山東、江西巡撫武隆阿，曾任台湾总兵十二年；祖父四川提督七十五 (将军)）。
- 妻爱新觉罗氏（父齐齐哈尔副都统、署黑龙江将军宗室玉英，祖父吏部尚書勤僖公宗室琳寧 (清朝宗室)，先祖莊親王舒爾哈齊）。
- 子光緒三年（1877年）丁丑科进士治麟。

## 延伸阅读
[在维基数据编辑]
 《清史稿/卷439》，出自趙爾巽《清史稿》